# Leonard Tremeer
Leonard Francis "Jimmy" Tremeer (Barnstaple, Devon, 1 d'agost de 1874 - Guildford, Surrey, 29 d'octubre de 1951) va ser un atleta anglès que va competir a principis del segle xx.
El 1908 va prendre part en els Jocs Olímpics de Londres, on guanyà la medalla de bronze en la cursa dels 400 metres tanques, en quedar tercer rere els estatunidencs Charles Bacon i Harry Hillman. També disputà la prova del llançament de javelina, en què finalitzà en una posició indeterminada entre la 8a i la 16a plaça.